# Primetime Emmy-díj a legjobb női főszereplőnek (drámasorozat)
A Primetime Emmy-díj a legjobb női főszereplőnek (drámasorozat) elismerést a Primetime Emmy-gálán adják át. 
Elsőként a 6. gálán, 1954-ben osztották ki a díjat, ekkora azonban még műfajra való tekintet nélkül. Bár a női főszereplő kategóriában Eve Arden nyert elsőként, Loretta Young kapta az első díjat kifejezetten drámasorozatban való szerepléséért. 1966-tól, a 18. díjátadótól kezdve értékelik külön kategóriában a vígjáték- és drámasorozatok női főszereplőit.  
Tyne Daly és Michael Learned szerezte a legtöbb, négy-négy győzelmet. Angela Lansbury kapta a legtöbb, tizenkét jelölést, de azokat egyszer sem sikerült díjra váltania. 2015-ben Viola Davis lett a kategória első afroamerikai győztese. 2020-ban Zendaya a legfiatalabb nyertesként, 24 évesen vehette át első díját.

## Díjazottak és jelöltek
Győztes színésznő
MEGJEGYZÉS: a kategória elnevezése többször megváltozott, ezt a táblázatban feltüntetett elnevezések, illetve azok hozzávetőleges magyar fordításai jelzik.

### 1950-es évek
| Év | Színésznő                                                                   | Színésznő                                                                   | Szerep                                                                      | Cím                                                                         | Adó                                                                         |
| Legjobb női sztár állandó sorozatban (Best Female Star of a Regular Series) | Legjobb női sztár állandó sorozatban (Best Female Star of a Regular Series) | Legjobb női sztár állandó sorozatban (Best Female Star of a Regular Series) | Legjobb női sztár állandó sorozatban (Best Female Star of a Regular Series) | Legjobb női sztár állandó sorozatban (Best Female Star of a Regular Series) | Legjobb női sztár állandó sorozatban (Best Female Star of a Regular Series) |
| 1954 6. gála |                                                                             |                                                                             |                                                                             |                                                                             |                                                                             |
| --- | --------------------------------------------------------------------------- | --------------------------------------------------------------------------- | --------------------------------------------------------------------------- | --------------------------------------------------------------------------- | --------------------------------------------------------------------------- |
| 1954 6. gála |                                                                             | Eve Arden                                                                   | Connie Brooks                                                               | Our Miss Brooks                                                             | CBS                                                                         |
| 1954 6. gála | Lucille Ball                                                                | Lucy Ricardo                                                                | I Love Lucy                                                                 | CBS                                                                         |                                                                             |
| 1954 6. gála | Imogene Coca                                                                | több szereplő                                                               | Your Show of Shows                                                          | NBC                                                                         |                                                                             |
| 1954 6. gála | Dinah Shore                                                                 | önmaga                                                                      | The Dinah Shore Show                                                        | NBC                                                                         |                                                                             |
| 1954 6. gála | Loretta Young                                                               | több szereplő                                                               | The Loretta Young Show                                                      | NBC                                                                         |                                                                             |
| Legjobb, állandó sorozatban szereplő színésznő (Best Actress Starring in a Regular Series)                                                                                        |                                                                             |                                                                             |                                                                             |                                                                             |                                                                             |
| 1955 7. gála |                                                                             |                                                                             |                                                                             |                                                                             |                                                                             |
| | Loretta Young                                                               | több szereplő                                                               | The Loretta Young Show                                                      | NBC                                                                         |                                                                             |
| Gracie Allen | Gracie Allen                                                                | The George Burns and Gracie Allen Show                                      | CBS                                                                         |                                                                             |                                                                             |
| Eve Arden | Connie Brooks                                                               | Our Miss Brooks                                                             | CBS                                                                         |                                                                             |                                                                             |
| Lucille Ball | Lucy Ricardo                                                                | I Love Lucy                                                                 | CBS                                                                         |                                                                             |                                                                             |
| Ann Sothern | Susie McNamara                                                              | Private Secretary                                                           | CBS                                                                         |                                                                             |                                                                             |
| Legjobb színésznő – folytatólagos alakítás (Best Actress - Continuing Performance)                                                                                                |                                                                             |                                                                             |                                                                             |                                                                             |                                                                             |
| 1956 8. gála |                                                                             |                                                                             |                                                                             |                                                                             |                                                                             |
| | Lucille Ball                                                                | Lucy Ricardo                                                                | I Love Lucy                                                                 | CBS                                                                         |                                                                             |
| Gracie Allen | Gracie Allen                                                                | The George Burns and Gracie Allen Show                                      | CBS                                                                         |                                                                             |                                                                             |
| Eve Arden | Connie Brooks                                                               | Our Miss Brooks                                                             | CBS                                                                         |                                                                             |                                                                             |
| Jean Hagen | Margaret Williams                                                           | Make Room for Daddy                                                         | ABC                                                                         |                                                                             |                                                                             |
| Ann Sothern | Susie McNamara                                                              | Private Secretary                                                           | CBS                                                                         |                                                                             |                                                                             |
| Színésznő legjobb, folytatólagos alakítása (Best Continuing Performance by an Actress)                                                                                            |                                                                             |                                                                             |                                                                             |                                                                             |                                                                             |
| 1957 9. gála |                                                                             |                                                                             |                                                                             |                                                                             |                                                                             |
| | Loretta Young                                                               | több szereplő                                                               | The Loretta Young Show                                                      | NBC                                                                         |                                                                             |
| Jan Clayton | Ellen Miller                                                                | Lassie                                                                      | CBS                                                                         |                                                                             |                                                                             |
| Ida Lupino | több szereplő                                                               | Four Star Playhouse                                                         | CBS                                                                         |                                                                             |                                                                             |
| Peggy Wood | Mama                                                                        | Mama                                                                        | CBS                                                                         |                                                                             |                                                                             |
| Jane Wyman | több szereplő                                                               | Jane Wyman Theatre                                                          | NBC                                                                         |                                                                             |                                                                             |
| Színésznő legjobb, folytatólagos főszereplői alakítása (drámai vagy vígjátéksorozat) (Best Continuing Performance by an Actress in a Leading Role in a Dramatic or Comedy Series) |                                                                             |                                                                             |                                                                             |                                                                             |                                                                             |
| 1958 10. gála |                                                                             |                                                                             |                                                                             |                                                                             |                                                                             |
| | Jane Wyatt                                                                  | Margaret Anderson                                                           | Father Knows Best                                                           | CBS                                                                         |                                                                             |
| Eve Arden | Liza Hammond                                                                | The Eve Arden Show                                                          | CBS                                                                         |                                                                             |                                                                             |
| Spring Byington | Lily Ruskin                                                                 | December Bride                                                              | CBS                                                                         |                                                                             |                                                                             |
| Jan Clayton | Ellen Miller                                                                | Lassie                                                                      | CBS                                                                         |                                                                             |                                                                             |
| Ida Lupino | Eve Drake                                                                   | Mr. Adams and Eve                                                           | CBS                                                                         |                                                                             |                                                                             |
| Legjobb női főszereplő (folytatólagos karakter) drámasorozatban (Best Actress in a Leading Role (Continuing Character) in a Drama Series)                                         |                                                                             |                                                                             |                                                                             |                                                                             |                                                                             |
| 1959 11. gála |                                                                             |                                                                             |                                                                             |                                                                             |                                                                             |
| | Loretta Young                                                               | több szereplő                                                               | The Loretta Young Show                                                      | NBC                                                                         |                                                                             |
| Phyllis Kirk | Nora Charles                                                                | The Thin Man                                                                | NBC                                                                         |                                                                             |                                                                             |
| June Lockhart | Ruth Martin                                                                 | Lassie                                                                      | CBS                                                                         |                                                                             |                                                                             |
| Jane Wyman | több szereplő                                                               | The Jane Wyman Show                                                         | NBC                                                                         |                                                                             |                                                                             |

### 1960-as évek
| Év | Színésznő | Színésznő | Szerep | Cím | Adó |                                   |
| Színésznő kiemelkedő alakítása sorozatban (fő- vagy mellékszereplő) (Outstanding Performance by an Actress in a Series (Lead or Support))                  | Színésznő kiemelkedő alakítása sorozatban (fő- vagy mellékszereplő) (Outstanding Performance by an Actress in a Series (Lead or Support)) | Színésznő kiemelkedő alakítása sorozatban (fő- vagy mellékszereplő) (Outstanding Performance by an Actress in a Series (Lead or Support)) | Színésznő kiemelkedő alakítása sorozatban (fő- vagy mellékszereplő) (Outstanding Performance by an Actress in a Series (Lead or Support)) | Színésznő kiemelkedő alakítása sorozatban (fő- vagy mellékszereplő) (Outstanding Performance by an Actress in a Series (Lead or Support)) | Színésznő kiemelkedő alakítása sorozatban (fő- vagy mellékszereplő) (Outstanding Performance by an Actress in a Series (Lead or Support)) |                                   |
| 1960 12. gála | | | | | |                                   |
| --- | --- | --- | --- | --- | --- | --------------------------------- |
| 1960 12. gála | | Jane Wyatt | Margaret Anderson | Father Knows Best | CBS |                                   |
| 1960 12. gála | Donna Reed | Donna Stone | The Donna Reed Show | ABC | |                                   |
| 1960 12. gála | Teresa Wright | Margaret Bourke-White | NBC Sunday Showcase | NBC | |                                   |
| 1960 12. gála | Loretta Young | több szereplő | The Loretta Young Show | NBC | |                                   |
| Színésznő kiemelkedő alakítása sorozatban (főszereplő) (Outstanding Performance by an Actress in a Series (Lead))                                          | | | | | |                                   |
| 1961 13. gála | | | | | |                                   |
| | Barbara Stanwyck | több szereplő | The Barbara Stanwyck Show | NBC | |                                   |
| Donna Reed | Donna Stone | The Donna Reed Show | ABC | | |                                   |
| Loretta Young | több szereplő | The Loretta Young Show | NBC | | |                                   |
| Színésznő kiemelkedő és folytatólagos alakítása sorozatban (főszereplő) (Outstanding Continued Performance by an Actress in a Series (Lead))               | | | | | |                                   |
| 1962 14. gála | | | | | |                                   |
| | Shirley Booth | Hazel Burke | Hazel | NBC | |                                   |
| Gertrude Berg | Sarah Green | The Gertrude Berg Show | CBS | | |                                   |
| Donna Reed | Donna Stone | The Donna Reed Show | ABC | | |                                   |
| Mary Stuart | Joanne Gardner | Search for Tomorrow | CBS | | |                                   |
| Cara Williams | Gladys Porter | Pete and Gladys | CBS | | |                                   |
| 1963 15. gála | | | | | |                                   |
| | Shirley Booth | Hazel Burke | Hazel | NBC | |                                   |
| Lucille Ball | Lucy Carmichael | The Lucy Show | CBS | | |                                   |
| Shirl Conway | Liz Thorpe | The Nurses | CBS | | |                                   |
| Mary Tyler Moore | Laura Petrie | The Dick Van Dyke Show | CBS | | |                                   |
| Irene Ryan | Granny | The Beverly Hillbillies | CBS | | |                                   |
| 1964 16. gála | | | | | |                                   |
| | Mary Tyler Moore | Laura Petrie | The Dick Van Dyke Show | CBS | |                                   |
| Shirley Booth | Hazel Burke | Hazel | NBC | | |                                   |
| Patty Duke | Cathy Lane | The Patty Duke Show | ABC | | |                                   |
| Irene Ryan | Granny | The Beverly Hillbillies | CBS | | |                                   |
| Inger Stevens | Katy Holstrum | The Farmer's Daughter | ABC | | |                                   |
| 1965 17. gála | Nem adtak át díjat a kategóriában | Nem adtak át díjat a kategóriában | Nem adtak át díjat a kategóriában | Nem adtak át díjat a kategóriában | Nem adtak át díjat a kategóriában | Nem adtak át díjat a kategóriában |
| Női főszereplő kiemelkedő és folytatólagos alakítása drámasorozatban (Outstanding Continued Performance by an Actress in a Leading Role in a Drama Series) | | | | | |                                   |
| 1966 18. gála | | | | | |                                   |
| | Barbara Stanwyck | Victoria Barkley | The Big Valley | ABC | |                                   |
| Anne Francis | Honey West | Honey West | ABC | | |                                   |
| Barbara Parkins | Betty Anderson Cord | Peyton Place | ABC | | |                                   |
| 1967 19. gála | | | | | |                                   |
| | Barbara Bain | Cinnamon Carter | Mission: Impossible | CBS | |                                   |
| Diana Rigg | Emma Peel | The Avengers | ABC | | |                                   |
| Barbara Stanwyck | Victoria Barkley | The Big Valley | ABC | | |                                   |
| 1968 20. gála | | | | | |                                   |
| | Barbara Bain | Cinnamon Carter | Mission: Impossible | CBS | |                                   |
| Diana Rigg | Emma Peel | The Avengers | ABC | | |                                   |
| Barbara Stanwyck | Victoria Barkley | The Big Valley | ABC | | |                                   |
| 1969 21. gála | | | | | |                                   |
| | Barbara Bain | Cinnamon Carter | Mission: Impossible | CBS | |                                   |
| Joan Blondell | Lottie Hatfield | Here Come the Brides | ABC | | |                                   |
| Peggy Lipton | Julie Barnes | The Mod Squad | ABC | | |                                   |

### 1970-es évek
| Év | Színésznő | Színésznő | Szerep | Cím | Adó |
| Női főszereplő kiemelkedő és folytatólagos alakítása drámasorozatban (Outstanding Continued Performance by an Actress in a Leading Role in a Drama Series)                       | Női főszereplő kiemelkedő és folytatólagos alakítása drámasorozatban (Outstanding Continued Performance by an Actress in a Leading Role in a Drama Series) | Női főszereplő kiemelkedő és folytatólagos alakítása drámasorozatban (Outstanding Continued Performance by an Actress in a Leading Role in a Drama Series) | Női főszereplő kiemelkedő és folytatólagos alakítása drámasorozatban (Outstanding Continued Performance by an Actress in a Leading Role in a Drama Series) | Női főszereplő kiemelkedő és folytatólagos alakítása drámasorozatban (Outstanding Continued Performance by an Actress in a Leading Role in a Drama Series) | Női főszereplő kiemelkedő és folytatólagos alakítása drámasorozatban (Outstanding Continued Performance by an Actress in a Leading Role in a Drama Series) |
| 1970 22. gála | | | | | |
| --- | --- | --- | --- | --- | --- |
| 1970 22. gála | | Susan Hampshire | Fleur Mont | A Forsyte Saga (The Forsyte Saga) | NET |
| 1970 22. gála | Joan Blondell | Lottie Hatfield | Here Come the Brides | ABC | |
| 1970 22. gála | Peggy Lipton | Julie Barnes | The Mod Squad | ABC | |
| 1971 23. gála | | | | | |
| | Susan Hampshire | Sarah Churchill | The First Churchills | PBS | |
| Linda Cristal | Victoria Montoya | The High Chaparral | NBC | | |
| Peggy Lipton | Julie Barnes | The Mod Squad | ABC | | |
| 1972 24. gála | | | | | |
| | Glenda Jackson | I. Erzsébet | Elizabeth R | PBS | |
| Peggy Lipton | Julie Barnes | The Mod Squad | ABC | | |
| Susan Saint James | Sally McMillian | McMillan & Wife | NBC | | |
| Női főszereplő kiemelkedő és folytatólagos alakítása (folytatólagos drámasorozat) (Outstanding Continued Performance by an Actress in a Leading Role (Drama Series - Continuing) | | | | | |
| 1973 25. gála | | | | | |
| | Michael Learned | Olivia Walton | The Waltons | CBS | |
| Lynda Day George | Lisa Casey | Mission: Impossible | CBS | | |
| Susan Saint James | Sally McMillian | McMillan & Wife | NBC | | |
| Legjobb női főszereplő drámasorozatban (Best Lead Actress in a Drama Series) | | | | | |
| 1974 26. gála | | | | | |
| | Michael Learned | Olivia Walton | The Waltons | CBS | |
| Jean Marsh | Rose Buck | Upstairs, Downstairs | PBS | | |
| Jeanette Nolan | Sally Fergus | Dirty Sally | CBS | | |
| Kiemelkedő női főszereplő drámasorozatban (Outstanding Lead Actress in a Drama Series)                                                                                           | | | | | |
| 1975 27. gála | | | | | |
| | Jean Marsh | Rose Buck | Upstairs, Downstairs | PBS | |
| Angie Dickinson | Leann Anderson őrmester | Police Woman | NBC | | |
| Michael Learned | Olivia Walton | The Waltons | CBS | | |
| 1976 28. gála | | | | | |
| | Michael Learned | Olivia Walton | The Waltons | CBS | |
| Angie Dickinson | Leann Anderson őrmester | Police Woman | NBC | | |
| Anne Meara | Kate McShane | Kate McShane | CBS | | |
| Brenda Vaccaro | Sara Yarnell | Sara | CBS | | |
| 1977 29. gála | | | | | |
| | Lindsay Wagner | Jaime Sommers | The Bionic Woman | ABC | |
| Angie Dickinson | Leann Anderson őrmester | Police Woman | NBC | | |
| Kate Jackson | Sabrina Duncan | Charlie angyalai (Charlie's Angels) | ABC | | |
| Michael Learned | Olivia Walton | The Waltons | CBS | | |
| Sada Thompson | Kate Lawrence | Family | ABC | | |
| 1978 30. gála | | | | | |
| | Sada Thompson | Kate Lawrence | Family | ABC | |
| Melissa Sue Anderson | Mary Ingalls | A farm, ahol élünk (Little House on the Prairie) | NBC | | |
| Fionnula Flanagan | Molly Culhane néni | How the West Was Won | ABC | | |
| Kate Jackson | Sabrina Duncan | Charlie angyalai (Charlie's Angels) | ABC | | |
| Michael Learned | Olivia Walton | The Waltons | CBS | | |
| Susan Sullivan | Julie Farr | Having Babies | ABC | | |
| 1979 31. gála | | | | | |
| | Mariette Hartley | Carolyn Fields | A hihetetlen Hulk (The Incredible Hulk) | CBS | |
| Barbara Bel Geddes | Miss Ellie Ewing | Dallas | CBS | | |
| Rita Moreno | Rita Capkovick | Rockford nyomoz (The Rockford Files) | NBC | | |
| Sada Thompson | Kate Lawrence | Family | ABC | | |

### 1980-as évek
| Év                 | Színésznő          | Színésznő                 | Szerep               | Magyar cím         | Eredeti cím | Adó |
| 1980 32. gála      |                    |                           |                      |                    |             |     |
| ------------------ | ------------------ | ------------------------- | -------------------- | ------------------ | ----------- | --- |
| 1980 32. gála      |                    | Barbara Bel Geddes        | Miss Ellie Ewing     | Dallas             | Dallas      | CBS |
| 1980 32. gála      | Lauren Bacall      | Kendall Warren            | Rockford nyomoz      | The Rockford Files | NBC         |     |
| 1980 32. gála      | Mariette Hartley   | Althea Morgan             | Rockford nyomoz      | The Rockford Files | NBC         |     |
| 1980 32. gála      | Kristy McNichol    | Buddy Lawrence            |                      | Family             | ABC         |     |
| 1980 32. gála      | Sada Thompson      | Kate Lawrence             |                      | Family             | ABC         |     |
| 1981 33. gála      |                    |                           |                      |                    |             |     |
|                    | Barbara Babcock    | Grace Gardner             | Zsarublues           | Hill Street Blues  | NBC         |     |
| Barbara Bel Geddes | Miss Ellie Ewing   | Dallas                    | Dallas               | CBS                |             |     |
| Linda Gray         | Samantha Ewing     | Dallas                    | Dallas               | CBS                |             |     |
| Veronica Hamel     | Joyce Davenport    | Zsarublues                | Hill Street Blues    | NBC                |             |     |
| Michael Learned    | Mary Benjamin      |                           | Nurse                | CBS                |             |     |
| Stefanie Powers    | Jennifer Hart      |                           | Hart to Hart         | ABC                |             |     |
| 1982 34. gála      |                    |                           |                      |                    |             |     |
|                    | Michael Learned    | Mary Benjamin             |                      | Nurse              | CBS         |     |
| Debbie Allen       | Lydia Grant        |                           | Fame                 | NBC                |             |     |
| Veronica Hamel     | Joyce Davenport    | Zsarublues                | Hill Street Blues    | NBC                |             |     |
| Michele Lee        | Karen Fairgate     |                           | Knots Landing        | CBS                |             |     |
| Stefanie Powers    | Jennifer Hart      |                           | Hart to Hart         | ABC                |             |     |
| 1983 35. gála      |                    |                           |                      |                    |             |     |
|                    | Tyne Daly          | Mary Beth Lacey           | Cagney és Lacey      | Cagney & Lacey     | CBS         |     |
| Debbie Allen       | Lydia Grant        |                           | Fame                 | NBC                |             |     |
| Linda Evans        | Krystle Carrington | Dinasztia                 | Dynasty              | ABC                |             |     |
| Sharon Gless       | Chris Cagney       | Cagney és Lacey           | Cagney & Lacey       | CBS                |             |     |
| Veronica Hamel     | Joyce Davenport    | Zsarublues                | Hill Street Blues    | NBC                |             |     |
| 1984 36. gála      |                    |                           |                      |                    |             |     |
|                    | Tyne Daly          | Mary Beth Lacey           | Cagney és Lacey      | Cagney & Lacey     | CBS         |     |
| Debbie Allen       | Lydia Grant        |                           | Fame                 | szindikált adás    |             |     |
| Joan Collins       | Alexis Colby       | Dinasztia                 | Dynasty              | ABC                |             |     |
| Sharon Gless       | Chris Cagney       | Cagney és Lacey           | Cagney & Lacey       | CBS                |             |     |
| Veronica Hamel     | Joyce Davenport    | Zsarublues                | Hill Street Blues    | NBC                |             |     |
| 1985 37. gála      |                    |                           |                      |                    |             |     |
|                    | Tyne Daly          | Mary Beth Lacey           | Cagney és Lacey      | Cagney & Lacey     | CBS         |     |
| Debbie Allen       | Lydia Grant        |                           | Fame                 | szindikált adás    |             |     |
| Sharon Gless       | Chris Cagney       | Cagney és Lacey           | Cagney & Lacey       | CBS                |             |     |
| Veronica Hamel     | Joyce Davenport    | Zsarublues                | Hill Street Blues    | NBC                |             |     |
| Angela Lansbury    | Jessica Fletcher   | Gyilkos sorok             | Murder, She Wrote    | CBS                |             |     |
| 1986 38. gála      |                    |                           |                      |                    |             |     |
|                    | Sharon Gless       | Chris Cagney              | Cagney és Lacey      | Cagney & Lacey     | CBS         |     |
| Tyne Daly          | Mary Beth Lacey    | Cagney és Lacey           | Cagney & Lacey       | CBS                |             |     |
| Angela Lansbury    | Jessica Fletcher   | Gyilkos sorok             | Murder, She Wrote    | CBS                |             |     |
| Cybill Shepherd    | Maddie Hayes       | A simlis és a szende      | Moonlighting         | ABC                |             |     |
| Alfre Woodard      | Roxanne Turner     | Egy kórház magánélete     | St. Elsewhere        | NBC                |             |     |
| 1987 39. gála      |                    |                           |                      |                    |             |     |
|                    | Sharon Gless       | Chris Cagney              | Cagney és Lacey      | Cagney & Lacey     | CBS         |     |
| Tyne Daly          | Mary Beth Lacey    | Cagney és Lacey           | Cagney & Lacey       | CBS                |             |     |
| Susan Dey          | Grace Van Owen     |                           | L.A. Law             | NBC                |             |     |
| Jill Eikenberry    | Ann Kelsey         |                           | L.A. Law             | NBC                |             |     |
| Angela Lansbury    | Jessica Fletcher   | Gyilkos sorok             | Murder, She Wrote    | CBS                |             |     |
| 1988 40. gála      |                    |                           |                      |                    |             |     |
|                    | Tyne Daly          | Mary Beth Lacey           | Cagney és Lacey      | Cagney & Lacey     | CBS         |     |
| Susan Dey          | Grace Van Owen     |                           | L.A. Law             | NBC                |             |     |
| Jill Eikenberry    | Ann Kelsey         |                           | L.A. Law             | NBC                |             |     |
| Sharon Gless       | Chris Cagney       | Cagney és Lacey           | Cagney & Lacey       | CBS                |             |     |
| Angela Lansbury    | Jessica Fletcher   | Gyilkos sorok             | Murder, She Wrote    | CBS                |             |     |
| 1989 41. gála      |                    |                           |                      |                    |             |     |
|                    | Dana Delany        | Colleen McMurphy          |                      | China Beach        | ABC         |     |
| Susan Dey          | Grace Van Owen     |                           | L.A. Law             | NBC                |             |     |
| Jill Eikenberry    | Ann Kelsey         |                           | L.A. Law             | NBC                |             |     |
| Linda Hamilton     | Catherine Chandler | A szépség és a szörnyeteg | Beauty and the Beast | CBS                |             |     |
| Angela Lansbury    | Jessica Fletcher   | Gyilkos sorok             | Murder, She Wrote    | CBS                |             |     |

### 1990-es évek
| Év                 | Színésznő           | Színésznő            | Szerep                      | Magyar cím        | Eredeti cím     | Adó |
| 1990 42. gála      |                     |                      |                             |                   |                 |     |
| ------------------ | ------------------- | -------------------- | --------------------------- | ----------------- | --------------- | --- |
| 1990 42. gála      |                     | Patricia Wettig      | Nancy Krieger-Weston        |                   | Thirtysomething | ABC |
| 1990 42. gála      | Jill Eikenberry     | Ann Kelsey           |                             | L.A. Law          | NBC             |     |
| 1990 42. gála      | Dana Delany         | Colleen McMurphy     |                             | China Beach       | ABC             |     |
| 1990 42. gála      | Angela Lansbury     | Jessica Fletcher     | Gyilkos sorok               | Murder, She Wrote | CBS             |     |
| 1990 42. gála      | Piper Laurie        | Catherine Martell    | Twin Peaks                  | Twin Peaks        | ABC             |     |
| 1991 43. gála      |                     |                      |                             |                   |                 |     |
|                    | Patricia Wettig     | Nancy Krieger-Weston |                             | Thirtysomething   | ABC             |     |
| Dana Delany        | Colleen McMurphy    |                      | China Beach                 | ABC               |                 |     |
| Sharon Gless       | Rosie O'Neill       |                      | The Trials of Rosie O'Neill | CBS               |                 |     |
| Angela Lansbury    | Jessica Fletcher    | Gyilkos sorok        | Murder, She Wrote           | CBS               |                 |     |
| 1992 44. gála      |                     |                      |                             |                   |                 |     |
|                    | Dana Delany         | Colleen McMurphy     |                             | China Beach       | ABC             |     |
| Sharon Gless       | Rosie O'Neill       |                      | The Trials of Rosie O'Neill | CBS               |                 |     |
| Shirley Knight     | Melanie Currants    | Esküdt ellenségek    | Law & Order                 | NBC               |                 |     |
| Angela Lansbury    | Jessica Fletcher    | Gyilkos sorok        | Murder, She Wrote           | CBS               |                 |     |
| Kate Nelligan      | Sydney Carver       | Váratlan utazás      | Road to Avonlea             | Disney Channel    |                 |     |
| Regina Taylor      | Lilly Harper        |                      | I'll Fly Away               | NBC               |                 |     |
| 1993 45. gála      |                     |                      |                             |                   |                 |     |
|                    | Kathy Baker         | Jill Brock           | Kisvárosi rejtélyek         | Picket Fences     | CBS             |     |
| Swoosie Kurtz      | Alex Reed           |                      | Sisters                     | NBC               |                 |     |
| Angela Lansbury    | Jessica Fletcher    | Gyilkos sorok        | Murder, She Wrote           | CBS               |                 |     |
| Regina Taylor      | Lilly Harper        |                      | I'll Fly Away               | NBC               |                 |     |
| Janine Turner      | Maggie O'Connell    | Miért éppen Alaszka? | Northern Exposure           | CBS               |                 |     |
| 1994 46. gála      |                     |                      |                             |                   |                 |     |
|                    | Sela Ward           | Teddy Reed           |                             | Sisters           | NBC             |     |
| Kathy Baker        | Jill Brock          | Kisvárosi rejtélyek  | Picket Fences               | CBS               |                 |     |
| Swoosie Kurtz      | Alex Reed           |                      | Sisters                     | NBC               |                 |     |
| Angela Lansbury    | Jessica Fletcher    | Gyilkos sorok        | Murder, She Wrote           | CBS               |                 |     |
| Jane Seymour       | Michaela Quinn      | Quinn doktornő       | Dr. Quinn, Medicine Woman   | CBS               |                 |     |
| 1995 47. gála      |                     |                      |                             |                   |                 |     |
|                    | Kathy Baker         | Jill Brock           | Kisvárosi rejtélyek         | Picket Fences     | CBS             |     |
| Claire Danes       | Angela Chase        |                      | My So-Called Life           | ABC               |                 |     |
| Angela Lansbury    | Jessica Fletcher    | Gyilkos sorok        | Murder, She Wrote           | CBS               |                 |     |
| Sherry Stringfield | Susan Lewis         | Vészhelyzet          | ER                          | NBC               |                 |     |
| Cicely Tyson       | Carrie Grace Battle |                      | Sweet Justice               | NBC               |                 |     |
| 1996 48. gála      |                     |                      |                             |                   |                 |     |
|                    | Kathy Baker         | Jill Brock           | Kisvárosi rejtélyek         | Picket Fences     | CBS             |     |
| Gillian Anderson   | Dana Scully         | X-akták              | The X-Files                 | Fox               |                 |     |
| Christine Lahti    | Kate Austin         | Chicago Hope Kórház  | Chicago Hope                | CBS               |                 |     |
| Angela Lansbury    | Jessica Fletcher    | Gyilkos sorok        | Murder, She Wrote           | CBS               |                 |     |
| Sherry Stringfield | Susan Lewis         | Vészhelyzet          | ER                          | NBC               |                 |     |
| 1997 49. gála      |                     |                      |                             |                   |                 |     |
|                    | Gillian Anderson    | Dana Scully          | X-akták                     | The X-Files       | Fox             |     |
| Roma Downey        | Monica              | Angyali érintés      | Touched by an Angel         | CBS               |                 |     |
| Christine Lahti    | Kate Austin         | Chicago Hope Kórház  | Chicago Hope                | CBS               |                 |     |
| Julianna Margulies | Carol Hathaway      | Vészhelyzet          | ER                          | NBC               |                 |     |
| Sherry Stringfield | Susan Lewis         | Vészhelyzet          | ER                          | NBC               |                 |     |
| 1998 50. gála      |                     |                      |                             |                   |                 |     |
|                    | Christine Lahti     | Kate Austin          | Chicago Hope Kórház         | Chicago Hope      | CBS             |     |
| Gillian Anderson   | Dana Scully         | X-akták              | The X-Files                 | Fox               |                 |     |
| Roma Downey        | Monica              | Angyali érintés      | Touched by an Angel         | CBS               |                 |     |
| Julianna Margulies | Carol Hathaway      | Vészhelyzet          | ER                          | NBC               |                 |     |
| Jane Seymour       | Michaela Quinn      | Quinn doktornő       | Dr. Quinn, Medicine Woman   | CBS               |                 |     |
| 1998 51. gála      |                     |                      |                             |                   |                 |     |
|                    | Edie Falco          | Carmela Soprano      | Maffiózók                   | The Sopranos      | HBO             |     |
| Gillian Anderson   | Dana Scully         | X-akták              | The X-Files                 | Fox               |                 |     |
| Lorraine Bracco    | Jennifer Melfi      | Maffiózók            | The Sopranos                | HBO               |                 |     |
| Christine Lahti    | Kate Austin         | Chicago Hope Kórház  | Chicago Hope                | CBS               |                 |     |
| Julianna Margulies | Carol Hathaway      | Vészhelyzet          | ER                          | NBC               |                 |     |

### 2000-es évek
| Év                | Színésznő            | Színésznő                                | Szerep                                   | Magyar cím                        | Eredeti cím    | Adó |
| 2000 52. gála     |                      |                                          |                                          |                                   |                |     |
| ----------------- | -------------------- | ---------------------------------------- | ---------------------------------------- | --------------------------------- | -------------- | --- |
| 2000 52. gála     |                      | Sela Ward                                | Lily Manning                             | Még egyszer és újra               | Once and Again | ABC |
| 2000 52. gála     | Lorraine Bracco      | Jennifer Melfi                           | Maffiózók                                | The Sopranos                      | HBO            |     |
| 2000 52. gála     | Edie Falco           | Carmela Soprano                          | Maffiózók                                | The Sopranos                      | HBO            |     |
| 2000 52. gála     | Amy Brenneman        | Amy Gray                                 | Amynek ítélve                            | Judging Amy                       | CBS            |     |
| 2000 52. gála     | Julianna Margulies   | Carol Hathaway                           | Vészhelyzet                              | ER                                | NBC            |     |
| 2001 53. gála     |                      |                                          |                                          |                                   |                |     |
|                   | Edie Falco           | Carmela Soprano                          | Maffiózók                                | The Sopranos                      | HBO            |     |
| Lorraine Bracco   | Jennifer Melfi       | Maffiózók                                | The Sopranos                             | HBO                               |                |     |
| Amy Brenneman     | Amy Gray             | Amynek ítélve                            | Judging Amy                              | CBS                               |                |     |
| Marg Helgenberger | Catherine Willows    | CSI: A helyszínelők                      | CSI: Crime Scene Investigation           | CBS                               |                |     |
| Sela Ward         | Lily Manning         | Még egyszer és újra                      | Once and Again                           | ABC                               |                |     |
| 2002 54. gála     |                      |                                          |                                          |                                   |                |     |
|                   | Allison Janney       | C. J. Cregg                              | Az elnök emberei                         | The West Wing                     | NBC            |     |
| Amy Brenneman     | Amy Gray             | Amynek ítélve                            | Judging Amy                              | CBS                               |                |     |
| Frances Conroy    | Ruth Fisher          | Sírhant művek                            | Six Feet Under                           | HBO                               |                |     |
| Rachel Griffiths  | Brenda Chenowith     | Sírhant művek                            | Six Feet Under                           | HBO                               |                |     |
| Jennifer Garner   | Sydney Bristow       | Alias                                    | Alias                                    | ABC                               |                |     |
| 2003 55. gála     |                      |                                          |                                          |                                   |                |     |
|                   | Edie Falco           | Carmela Soprano                          | Maffiózók                                | The Sopranos                      | HBO            |     |
| Frances Conroy    | Ruth Fisher          | Sírhant művek                            | Six Feet Under                           | HBO                               |                |     |
| Jennifer Garner   | Sydney Bristow       | Alias                                    | Alias                                    | ABC                               |                |     |
| Marg Helgenberger | Catherine Willows    | CSI: A helyszínelők                      | CSI: Crime Scene Investigation           | CBS                               |                |     |
| Allison Janney    | C. J. Cregg          | Az elnök emberei                         | The West Wing                            | NBC                               |                |     |
| 2004 56. gála     |                      |                                          |                                          |                                   |                |     |
|                   | Allison Janney       | C. J. Cregg                              | Az elnök emberei                         | The West Wing                     | NBC            |     |
| Edie Falco        | Carmela Soprano      | Maffiózók                                | The Sopranos                             | HBO                               |                |     |
| Jennifer Garner   | Sydney Bristow       | Alias                                    | Alias                                    | ABC                               |                |     |
| Mariska Hargitay  | Olivia Benson        | Esküdt ellenségek: Különleges ügyosztály | Law & Order: Special Victims Unit        | NBC                               |                |     |
| Amber Tamblyn     | Joan Girardi         | Isteni sugallat                          | Joan of Arcadia                          | CBS                               |                |     |
| 2005 57. gála     |                      |                                          |                                          |                                   |                |     |
|                   | Patricia Arquette    | Allison DuBois                           | A médium                                 | Medium                            | NBC            |     |
| Glenn Close       | Monica Rawling       | The Shield – Kemény zsaruk               | The Shield                               | FX                                |                |     |
| Frances Conroy    | Ruth Fisher          | Sírhant művek                            | Six Feet Under                           | HBO                               |                |     |
| Jennifer Garner   | Sydney Bristow       | Alias                                    | Alias                                    | ABC                               |                |     |
| Mariska Hargitay  | Olivia Benson        | Esküdt ellenségek: Különleges ügyosztály | Law & Order: Special Victims Unit        | NBC                               |                |     |
| 2006 58. gála     |                      |                                          |                                          |                                   |                |     |
|                   | Mariska Hargitay     | Olivia Benson                            | Esküdt ellenségek: Különleges ügyosztály | Law & Order: Special Victims Unit | NBC            |     |
| Frances Conroy    | Ruth Fisher          | Sírhant művek                            | Six Feet Under                           | HBO                               |                |     |
| Geena Davis       | Mackenzie Allen      | Az Elnöknő                               | Commander in Chief                       | ABC                               |                |     |
| Allison Janney    | C. J. Cregg          | Az elnök emberei                         | The West Wing                            | NBC                               |                |     |
| Kyra Sedgwick     | Brenda Leigh Johnson | A főnök                                  | The Closer                               | TNT                               |                |     |
| 2007 59. gála     |                      |                                          |                                          |                                   |                |     |
|                   | Sally Field          | Nora Walker                              | Testvérek                                | Brothers & Sisters                | ABC            |     |
| Patricia Arquette | Allison DuBois       | A médium                                 | Medium                                   | NBC                               |                |     |
| Minnie Driver     | Dahlia Malloy        | Gazdagék                                 | The Riches                               | FX                                |                |     |
| Edie Falco        | Carmela Soprano      | Maffiózók                                | The Sopranos                             | HBO                               |                |     |
| Mariska Hargitay  | Olivia Benson        | Esküdt ellenségek: Különleges ügyosztály | Law & Order: Special Victims Unit        | NBC                               |                |     |
| Kyra Sedgwick     | Brenda Leigh Johnson | A főnök                                  | The Closer                               | TNT                               |                |     |
| 2008 60. gála     |                      |                                          |                                          |                                   |                |     |
|                   | Glenn Close          | Patty Hewes                              | A hatalom hálójában                      | Damages                           | FX             |     |
| Sally Field       | Nora Walker          | Testvérek                                | Brothers & Sisters                       | ABC                               |                |     |
| Mariska Hargitay  | Olivia Benson        | Esküdt ellenségek: Különleges ügyosztály | Law & Order: Special Victims Unit        | NBC                               |                |     |
| Holly Hunter      | Grace Hanadarko      |                                          | Saving Grace                             | TNT                               |                |     |
| Kyra Sedgwick     | Brenda Leigh Johnson | A főnök                                  | The Closer                               | TNT                               |                |     |
| 2009 61. gála     |                      |                                          |                                          |                                   |                |     |
|                   | Glenn Close          | Patty Hewes                              | A hatalom hálójában                      | Damages                           | FX             |     |
| Sally Field       | Nora Walker          | Testvérek                                | Brothers & Sisters                       | ABC                               |                |     |
| Mariska Hargitay  | Olivia Benson        | Esküdt ellenségek: Különleges ügyosztály | Law & Order: Special Victims Unit        | NBC                               |                |     |
| Holly Hunter      | Grace Hanadarko      |                                          | Saving Grace                             | TNT                               |                |     |
| Elisabeth Moss    | Peggy Olson          | Mad Men – Reklámőrültek                  | Mad Men                                  | AMC                               |                |     |
| Kyra Sedgwick     | Brenda Leigh Johnson | A főnök                                  | The Closer                               | TNT                               |                |     |

### 2010-es évek
| Év                 | Színésznő             | Színésznő                                 | Szerep                                    | Magyar cím                        | Eredeti cím | Adó |
| 2010 62. gála      |                       |                                           |                                           |                                   |             |     |
| ------------------ | --------------------- | ----------------------------------------- | ----------------------------------------- | --------------------------------- | ----------- | --- |
| 2010 62. gála      |                       | Kyra Sedgwick                             | Brenda Leigh Johnson                      | A főnök                           | The Closer  | TNT |
| 2010 62. gála      | Connie Britton        | Tami Taylor                               | Friday Night Lights – Tiszta szívvel foci | Friday Night Lights               | DirecTV     |     |
| 2010 62. gála      | Glenn Close           | Patty Hewes                               | A hatalom hálójában                       | Damages                           | FX          |     |
| 2010 62. gála      | Mariska Hargitay      | Olivia Benson                             | Esküdt ellenségek: Különleges ügyosztály  | Law & Order: Special Victims Unit | NBC         |     |
| 2010 62. gála      | January Jones         | Betty Draper                              | Mad Men – Reklámőrültek                   | Mad Men                           | AMC         |     |
| 2010 62. gála      | Julianna Margulies    | Alicia Florrick                           | A férjem védelmében                       | The Good Wife                     | CBS         |     |
| 2011 63. gála      |                       |                                           |                                           |                                   |             |     |
|                    | Julianna Margulies    | Alicia Florrick                           | A férjem védelmében                       | The Good Wife                     | CBS         |     |
| Kathy Bates        | Harriet Korn          |                                           | Harry's Law                               | NBC                               |             |     |
| Connie Britton     | Tami Taylor           | Friday Night Lights – Tiszta szívvel foci | Friday Night Lights                       | DirecTV                           |             |     |
| Mireille Enos      | Sarah Linden          | Gyilkosság                                | The Killing                               | AMC                               |             |     |
| Mariska Hargitay   | Olivia Benson         | Esküdt ellenségek: Különleges ügyosztály  | Law & Order: Special Victims Unit         | NBC                               |             |     |
| Elisabeth Moss     | Peggy Olson           | Mad Men – Reklámőrültek                   | Mad Men                                   | AMC                               |             |     |
| 2012 64. gála      |                       |                                           |                                           |                                   |             |     |
|                    | Claire Danes          | Carrie Mathison                           | Homeland – A belső ellenség               | Homeland                          | Showtime    |     |
| Kathy Bates        | Harriet Korn          |                                           | Harry's Law                               | NBC                               |             |     |
| Glenn Close        | Patty Hewes           | A hatalom hálójában                       | Damages                                   | DirecTV                           |             |     |
| Michelle Dockery   | Lady Mary Crawley     | Downton Abbey                             | Downton Abbey                             | PBS                               |             |     |
| Julianna Margulies | Alicia Florrick       | A férjem védelmében                       | The Good Wife                             | CBS                               |             |     |
| Elisabeth Moss     | Peggy Olson           | Mad Men – Reklámőrültek                   | Mad Men                                   | AMC                               |             |     |
| 2013 65. gála      |                       |                                           |                                           |                                   |             |     |
|                    | Claire Danes          | Carrie Mathison                           | Homeland – A belső ellenség               | Homeland                          | Showtime    |     |
| Connie Britton     | Rayna Jaymes          | Nashville                                 | Nashville                                 | ABC                               |             |     |
| Michelle Dockery   | Lady Mary Crawley     | Downton Abbey                             | Downton Abbey                             | PBS                               |             |     |
| Vera Farmiga       | Norma Bates           | Bates Motel – Psycho a kezdetektől        | Bates Motel                               | A&E                               |             |     |
| Elisabeth Moss     | Peggy Olson           | Mad Men – Reklámőrültek                   | Mad Men                                   | AMC                               |             |     |
| Kerry Washington   | Olivia Pope           | Botrány                                   | Scandal                                   | ABC                               |             |     |
| Robin Wright       | Claire Underwood      | Kártyavár                                 | House of Cards                            | Netflix                           |             |     |
| 2014 66. gála      |                       |                                           |                                           |                                   |             |     |
|                    | Julianna Margulies    | Alicia Florrick                           | A férjem védelmében                       | The Good Wife                     | CBS         |     |
| Lizzy Caplan       | Virginia E. Johnson   |                                           | Masters of Sex                            | Showtime                          |             |     |
| Claire Danes       | Carrie Mathison       | Homeland – A belső ellenség               | Homeland                                  | Showtime                          |             |     |
| Michelle Dockery   | Lady Mary Crawley     | Downton Abbey                             | Downton Abbey                             | PBS                               |             |     |
| Kerry Washington   | Olivia Pope           | Botrány                                   | Scandal                                   | ABC                               |             |     |
| Robin Wright       | Claire Underwood      | Kártyavár                                 | House of Cards                            | Netflix                           |             |     |
| 2015 67. gála      |                       |                                           |                                           |                                   |             |     |
|                    | Viola Davis           | Annalise Keating                          | Hogyan ússzunk meg egy gyilkosságot?      | How to Get Away with Murder       | ABC         |     |
| Claire Danes       | Carrie Mathison       | Homeland – A belső ellenség               | Homeland                                  | Showtime                          |             |     |
| Taraji P. Henson   | Cookie Lyon           | Empire                                    | Empire                                    | Fox                               |             |     |
| Tatiana Maslany    | több szerep           | Sötét árvák                               | Orphan Black                              | BBC America                       |             |     |
| Elisabeth Moss     | Peggy Olson           | Mad Men – Reklámőrültek                   | Mad Men                                   | AMC                               |             |     |
| Robin Wright       | Claire Underwood      | Kártyavár                                 | House of Cards                            | Netflix                           |             |     |
| 2016 68. gála      |                       |                                           |                                           |                                   |             |     |
|                    | Tatiana Maslany       | több szerep                               | Sötét árvák                               | Orphan Black                      | BBC America |     |
| Claire Danes       | Carrie Mathison       | Homeland – A belső ellenség               | Homeland                                  | Showtime                          |             |     |
| Viola Davis        | Annalise Keating      | Hogyan ússzunk meg egy gyilkosságot?      | How to Get Away with Murder               | ABC                               |             |     |
| Taraji P. Henson   | Cookie Lyon           | Empire                                    | Empire                                    | Fox                               |             |     |
| Keri Russell       | Elizabeth Jennings    | Foglalkozásuk: amerikai                   | The Americans                             | FX                                |             |     |
| Robin Wright       | Claire Underwood      | Kártyavár                                 | House of Cards                            | Netflix                           |             |     |
| 2017 69. gála      |                       |                                           |                                           |                                   |             |     |
|                    | Elisabeth Moss        | June Osborne / Offred                     | A szolgálólány meséje                     | The Handmaid's Tale               | Hulu        |     |
| Viola Davis        | Annalise Keating      | Hogyan ússzunk meg egy gyilkosságot?      | How to Get Away with Murder               | ABC                               |             |     |
| Claire Foy         | II. Erzsébet királynő | A Korona                                  | The Crown                                 | Netflix                           |             |     |
| Keri Russell       | Elizabeth Jennings    | Foglalkozásuk: amerikai                   | The Americans                             | FX                                |             |     |
| Evan Rachel Wood   | Dolores Abernathy     | Westworld                                 | Westworld                                 | HBO                               |             |     |
| Robin Wright       | Claire Underwood      | Kártyavár                                 | House of Cards                            | Netflix                           |             |     |
| 2018 70. gála      |                       |                                           |                                           |                                   |             |     |
|                    | Claire Foy            | II. Erzsébet királynő                     | A Korona                                  | The Crown                         | Netflix     |     |
| Tatiana Maslany    | több szerep           | Sötét árvák                               | Orphan Black                              | BBC America                       |             |     |
| Elisabeth Moss     | June Osborne / Offred | A szolgálólány meséje                     | The Handmaid's Tale                       | Hulu                              |             |     |
| Sandra Oh          | Eve Polastri          | Megszállottak viadala                     | Killing Eve                               | BBC America                       |             |     |
| Keri Russell       | Elizabeth Jennings    | Foglalkozásuk: amerikai                   | The Americans                             | FX                                |             |     |
| Evan Rachel Wood   | Dolores Abernathy     | Westworld                                 | Westworld                                 | HBO                               |             |     |
| 2019 71. gála      |                       |                                           |                                           |                                   |             |     |
|                    | Jodie Comer           | Villanelle                                | Megszállottak viadala                     | Killing Eve                       | BBC America |     |
| Emilia Clarke      | Daenerys Targaryen    | Trónok harca                              | Game of Thrones                           | HBO                               |             |     |
| Viola Davis        | Annalise Keating      | Hogyan ússzunk meg egy gyilkosságot?      | How to Get Away with Murder               | ABC                               |             |     |
| Laura Linney       | Wendy Byrde           | Ozark                                     | Ozark                                     | Netflix                           |             |     |
| Mandy Moore        | Rebecca Pearson       | Rólunk szól                               | This Is Us                                | NBC                               |             |     |
| Sandra Oh          | Eve Polastri          | Megszállottak viadala                     | Killing Eve                               | BBC America                       |             |     |
| Robin Wright       | Claire Underwood      | Kártyavár                                 | House of Cards                            | Netflix                           |             |     |

### 2020-as évek
| Év                | Színésznő             | Színésznő                  | Szerep                | Magyar cím       | Eredeti cím | Adó |
| 2020 72. gála     |                       |                            |                       |                  |             |     |
| ----------------- | --------------------- | -------------------------- | --------------------- | ---------------- | ----------- | --- |
| 2020 72. gála     |                       | Zendaya                    | Ruby "Rue" Bennett    | Eufória          | Euphoria    | HBO |
| 2020 72. gála     | Jennifer Aniston      | Alex Levy                  | The Morning Show      | The Morning Show | Apple TV+   |     |
| 2020 72. gála     | Olivia Colman         | II. Erzsébet               | A Korona              | The Crown        | Netflix     |     |
| 2020 72. gála     | Jodie Comer           | Villanelle                 | Megszállottak viadala | Killing Eve      | BBC America |     |
| 2020 72. gála     | Sandra Oh             | Eve Polastri               | Megszállottak viadala | Killing Eve      | BBC America |     |
| 2020 72. gála     | Laura Linney          | Wendy Byrde                | Ozark                 | Ozark            | Netflix     |     |
| 2021 73. gála     |                       |                            |                       |                  |             |     |
|                   | Olivia Colman         | II. Erzsébet királynő      | A Korona              | The Crown        | Netflix     |     |
| Uzo Aduba         | Dr. Brooke Taylor     | In Treatment – A terapeuta | In Treatment          | HBO              |             |     |
| Emma Corrin       | Diána hercegné        | A Korona                   | The Crown             | Netflix          |             |     |
| Elisabeth Moss    | June Osborne          | A szolgálólány meséje      | The Handmaid's Tale   | Hulu             |             |     |
| Mj Rodriguez      | Blanca Rodriguez      | Póz                        | Pose                  | FX               |             |     |
| Jurnee Smollett   | Letitia "Leti" Lewis  | Lovecraft Country          | Lovecraft Country     | HBO              |             |     |
| 2022 74. gála     |                       |                            |                       |                  |             |     |
|                   | Zendaya               | Ruby "Rue" Bennett         | Eufória               | Euphoria         | HBO         |     |
| Jodie Comer       | Villanelle            | Megszállottak viadala      | Killing Eve           | BBC America      |             |     |
| Sandra Oh         | Eve Polastri          | Megszállottak viadala      | Killing Eve           | BBC America      |             |     |
| Laura Linney      | Wendy Byrde           | Ozark                      | Ozark                 | Netflix          |             |     |
| Melanie Lynskey   | Shauna Sadecki        | Túlélőjátszma              | Yellowjackets         | Showtime         |             |     |
| Reese Witherspoon | Bradley Jackson       | The Morning Show           | The Morning Show      | Apple TV+        |             |     |
| 2023 75. gála     |                       |                            |                       |                  |             |     |
|                   | Sarah Snook           | Siobhan "Shiv" Roy         | Utódlás               | Succession       | HBO         |     |
| Sharon Horgan     | Eva Garvey            | Rossz nővérek              | Bad Sisters           | Apple TV+        |             |     |
| Melanie Lynskey   | Shauna Sadecki        | Túlélőjátszma              | Yellowjackets         | Showtime         |             |     |
| Elisabeth Moss    | June Osborne          | A szolgálólány meséje      | The Handmaid's Tale   | Hulu             |             |     |
| Bella Ramsey      | Ellie                 | The Last of Us             | The Last of Us        | HBO              |             |     |
| Keri Russell      | Kate Wyler            | A diplomata                | The Diplomat          | Netflix          |             |     |
| 2024 76. gála     |                       |                            |                       |                  |             |     |
|                   | Anna Sawai            | Toda Mariko                | A sógun               | Shōgun           | FX          |     |
| Jennifer Aniston  | Alex Levy             | The Morning Show           | The Morning Show      | Apple TV+        |             |     |
| Reese Witherspoon | Bradley Jackson       | The Morning Show           | The Morning Show      | Apple TV+        |             |     |
| Carrie Coon       | Bertha Russell        | Az aranykor                | The Gilded Age        | HBO              |             |     |
| Maya Erskine      | Jane Smith / Alana    | Mr. & Mrs. Smith           | Mr. & Mrs. Smith      | Prime Video      |             |     |
| Imelda Staunton   | II. Erzsébet királynő | A Korona                   | The Crown             | Netflix          |             |     |

## Fordítás
- Ez a szócikk részben vagy egészben  a   Primetime Emmy Award for Outstanding Lead Actress in a Drama Series című angol Wikipédia-szócikk ezen változatának fordításán alapul.  Az eredeti cikk szerkesztőit annak laptörténete sorolja fel. Ez a jelzés csupán a megfogalmazás eredetét és a szerzői jogokat jelzi, nem szolgál a cikkben szereplő információk forrásmegjelöléseként.